# Trige Kirke
Trige Kirke er en kirke i Trige ved Randersvej i Trige Sogn, Århus Stift. Kirken er beliggende i Aarhus Kommune og ligger 13 kilometer nord for Aarhus C.
I 1876 rensede man den hvide kalk af, så kirken nu står med afrensede mure. Den romanske døbefont er kirkens ældste inventar.

## Eksterne kilder og henvisninger
- Om Trige Kirke (Webside ikke længere tilgængelig)

- Trige Kirke hos KortTilKirken.dk
- Trige Kirke hos danmarkskirker.natmus.dk (Danmarks Kirker, Nationalmuseet)

- Wikimedia Commons har flere filer relateret til Trige Kirke